# Linia kolejowa Pretzsch – Eilenburg
Linia kolejowa Pretzsch – Eilenburg – regionalna linia kolejowa w Niemczech, w krajach związkowych Saksonia-Anhalt i Saksonia. Biegnie z Pretzsch na linii Pratau-Torgau, poprzez Bad Schmiedeberg oraz Bad Düben do Eilenburga. Od roku 2005, odcinek pomiędzy Pretzsch i Eilenburg Ost jest zarządzany przez Deutschen Regionaleisenbahn (DRE).